# Probactrosaurus

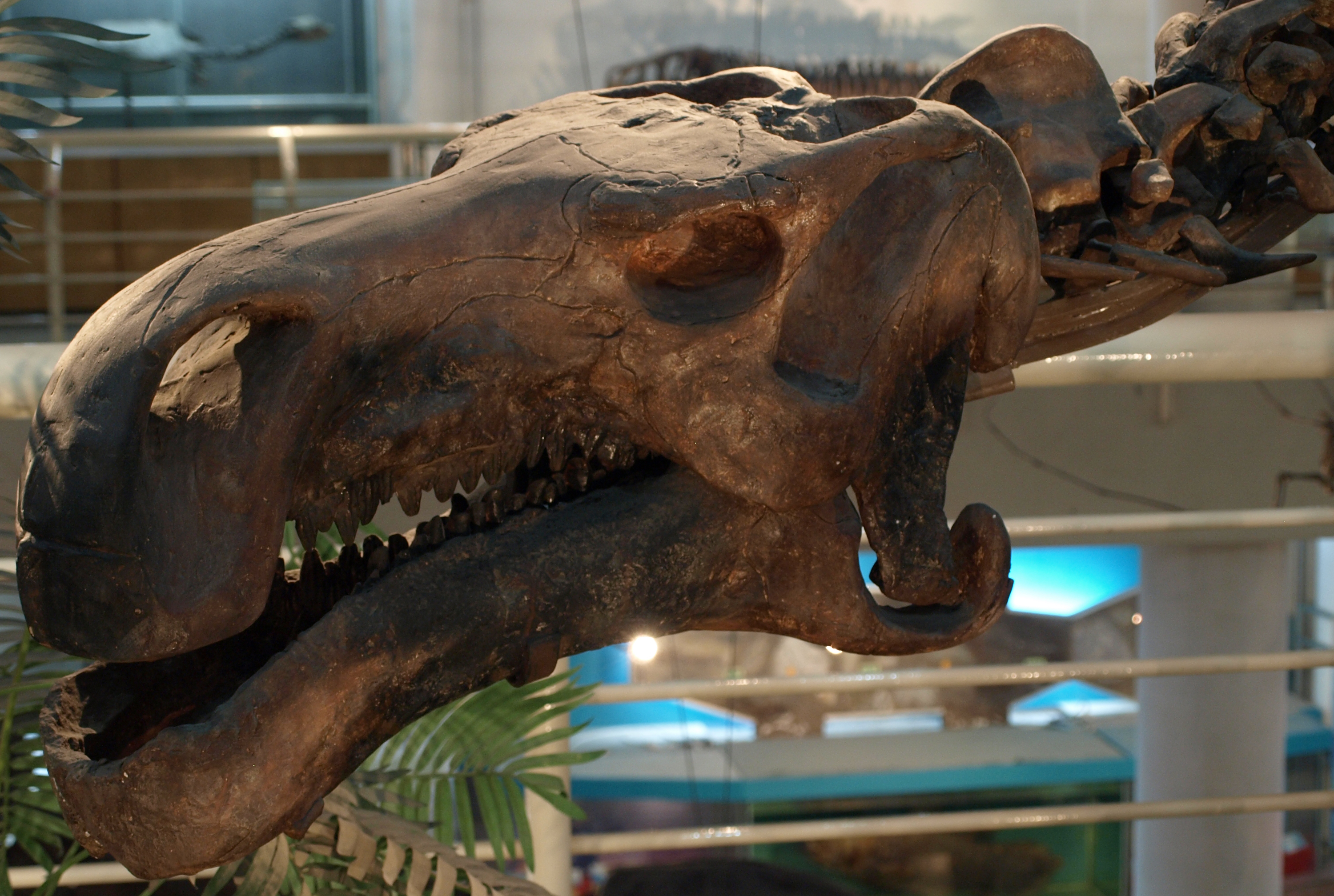
A Probactrosaurus gobiensis egyik példányának koponyája a Kínai Őszoológiai Múzeum kiállításán

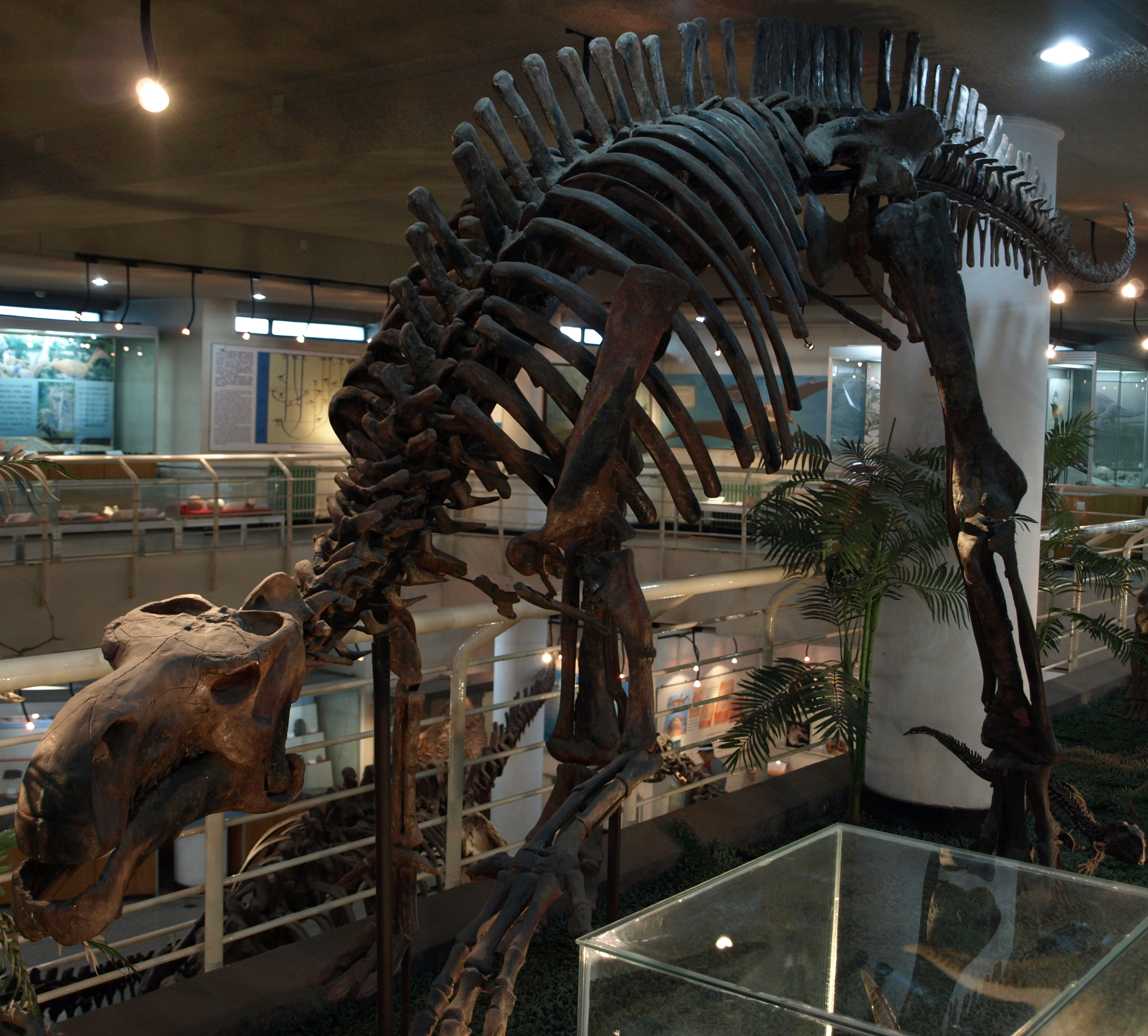
A Probactrosaurus teljes csontváza

A Probactrosaurus (jelentése 'Bactrosaurus előtti') a korai hadrosauroidea iguanodontia dinoszauruszok egyik neme, amely a kora kréta korban élt Kína területén. A típusfajáról, a Probactrosaurus gobiensisről Anatolij Konsztantyinovics Rozsdesztvenszkij készített leírást 1965-ben.
A Probactrosaurus egy körülbelül 6 méter hosszúságú növényevő volt. Szűk pofával, meghosszabbodott állkapocscsonttal és két sor lapos pofafoggal volt ellátva. Ez az állat a kacsacsőrű hadrosaurida dinoszauruszok egyik lehetséges őse, melyekkel közös jellemzőkkel is rendelkezett.

## Fordítás
- Ez a szócikk részben vagy egészben a Probactrosaurus című angol Wikipédia-szócikk ezen változatának fordításán alapul.  Az eredeti cikk szerkesztőit annak laptörténete sorolja fel. Ez a jelzés csupán a megfogalmazás eredetét és a szerzői jogokat jelzi, nem szolgál a cikkben szereplő információk forrásmegjelöléseként.